# I Cavalieri dello zodiaco - The Lost Canvas - Il mito di Ade
I Cavalieri dello zodiaco - The Lost Canvas - Il mito di Ade (聖闘士星矢 THE LOST CANVAS 冥王神話?, Saint Seiya: The Lost Canvas - Meiō Shinwa) è uno shōnen manga scritto e disegnato da Shiori Teshirogi e basato sulla storia originale de I Cavalieri dello zodiaco di Masami Kurumada. La pubblicazione è iniziata il 24 agosto 2006 (parallelamente a Saint Seiya - Next Dimension - Myth of Hades) ed è terminata il 7 aprile 2011, dopo cinque anni di serializzazione. Nella copertina originale, da prassi nipponica, come autore viene indicato il nome di Masami Kurumada(detentore dei diritti dell'opera) insieme a quello di Shiori Teshirogi, e nell'edizione italiana la storia viene erroneamente attribuita a Kurumada: egli agisce però come supervisore in quanto autore dell'opera originale.
Il manga è terminato il 7 aprile 2011 dopo cinque anni di pubblicazione con il capitolo 223, per un totale di 25 tankōbon (l'ultimo pubblicato il 6 maggio 2011, dove è presente un breve epilogo di cinque pagine). A partire dal 19 maggio, è sostituito da una serie di volumi speciali dedicata ai Cavalieri d'Oro presenti nel manga denominata I Cavalieri dello zodiaco - The Lost Canvas - Il mito di Ade - Extra. A partire dal 29 settembre 2011 è cominciata una pubblicazione dei capitoli del manga regolare di Lost Canvas in edizione wideban (ossia un'edizione a volumi più corposi della precedente) sotto il marchio Akita Top Comics..
Il manga è stato poi adattato in due serie di OAV con lo stesso titolo (quello italiano è però I Cavalieri dello zodiaco - The Lost Canvas) a partire da giugno del 2009 per un totale di 26 episodi.
La serie animata venne trasmessa anche in tv, dopo svariate repliche sul canale a pagamento PPV Kids Station, debuttando in chiaro sul canale Tochigi TV, a partire da martedì 23 settembre 2014. Dal 6 gennaio 2016 fu rilasciata anche su Tokyo MX alle 19.30. Dal dicembre del 2018 entrambe le stagioni sono disponibili su Netflix.

## Trama
The Lost Canvas (Il dipinto perduto) narra la storia della Guerra Sacra avvenuta nel diciottesimo secolo (243 anni prima della serie originale) ed è incentrata sul rapporto tra Aron e Tenma, due ragazzi che, un tempo teneri amici, sono destinati a combattere in due diverse fazioni: quella di Ade e quella di Atena. Aron, infatti, è stato prescelto da Ade come corpo ospite, mentre Tenma è la reincarnazione del Cavaliere di Pegaso che ferì il dio degli inferi all'epoca dei miti e che da sempre combatte a fianco di Atena, la cui reincarnazione è la sorella stessa di Aron, nonché amica di Tenma, Sasha.
Al fianco di Tenma ci saranno il cavaliere di bronzo Yato dell'Unicorno e il cavaliere d'argento Yuzuriha della Gru; nei suoi scontri e viaggi, Tenma incontrerà anche quasi tutti i cavalieri d'oro dell'epoca: Manigoldo del Cancro, Albafica dei Pesci, Hasgard del Toro (che prenderà poi il nome Aldebaran, dalla stella più luminosa della costellazione), Asmita della Vergine, Cardia della Scorpione, Degel dell'Acquario, Regulus del Leone (il cui padre Ilias era uno dei cavalieri d'oro più potenti di tutti i tempi), Sisifo del Sagittario (fratello minore di Ilias e zio di Regulus), El Cid del Capricorno, e due volti noti ai lettori, i giovani Sion dell'Ariete e Dokho della Bilancia (che ha scoperto il talento di Tenma e lo ha addestrato). Al comando diretto di Atena ci sono il grande sacerdote Sage del Cancro e il suo gemello Hakurei dell'Altare, la cui posizione lo rende una sorta di vice-capo del Santuario; i due sono anche i mentori di Manigoldo e Sion.
Aron, investito del potere di Ade ma non del tutto succube del dio, decide di portare la salvezza all'umanità uccidendola; in conformità alle sue aspirazioni artistiche (il ragazzo è un pittore), decide di cominciare un enorme dipinto che chiama the Lost Canvas, in cui ritrarre gli esseri umani. Quando il dipinto sarà completo, sarà la fine della razza umana.
Oltre agli Spettri al servizio di Ade comandati da Pandora e dai 3 Giganti degli Inferi Radamante, Eaco e Minosse, tra le cui file ci sono alcuni guerrieri pari ai Cavalieri d'Oro, si fanno presto avanti anche i gemelli Hypnos e Thanatos, rispettivamente dio del Sonno e della Morte; il primo può contare anche su 4 divinità minori: Oniro, Morfeo, Icelo e Fantasio, che governano diversi aspetti dei sogni. Sage e Hakurei, sopravvissuti della precedente Guerra Sacra, hanno un conto personale ancora aperto con gli dèi gemelli; i due non riuscirono a impedire che Hypnos e Thanatos massacrassero i loro compagni, ed ora sono pronti a vendicarsi dopo due secoli e più passati a pianificare lo scontro;   
Grazie al potere di Ade, le anime degli spectre sono immortali e tornano in vita quando muoiono. Per imprigionare le anime degli specter, Asmita di virgo si sacrifica per attivare il rosario della vergine.  
Nel frattempo tenma ha scoperto l’identità di Ade nel suo migliore amico e muore per mano di Alone. Hakurei dell'altare ha scoperto che Tenma è ancora salvabile e teletrasporta Yato e Yuzuriha alle porte degli inferi per recuperare l’anima del saint. 
Hades raggiunge il santuario e distrugge l'anima di Sisifo del sagittario, mentre Tenma raggiunge Atene.  
Visto il lsuo cruciale e decisivo nella guerra sacra e per non provocare problemi, Tenma, con Yato e Yuzuriha, fuggono dal grande tempio e finiscono alla merce degli dei gemelli. A salvarli da fine certa è Manigoldo del cancro e il sacerdote Sage contro Thanatos e i due si sacrificano per sigillare il dio. 
Si palesano le 4 divinità del sonno che imprigionano l'anima di Sisifo. El cid del capricorno combatte le prime divinità, per poi raggiungere Morphia. Tenma viene imprigionato, ma nota lo spirito di pegaso innalzarsi e conquista l'armatura divina. Sasha libera sagittarius sconfiggendo l’ultimo dio dei sogni. 
Hakurei raggiunge il castello di Hades e si scontra contro Hypnos e alla fine sopravvive. Hades lo uccide e Dohko di Libra viene maledetto dalla spada dio Hades. 
C'è poi il duello interiore tra le anime di Aron e Ade per il possesso del corpo, e ad un certo punto Ade riuscirà a prendere il totale possesso del corpo e sfiderà Atena: il disegno della tela è completo ed essa appare sulla volta celeste; mentre Ade aggiunge i colori dal suo palazzo celeste, i cavalieri dovranno farsi strada attraverso i palazzi celesti situati sui pianeti del sistema solare.
Per raggiungerli, Atena fa restaurare una nave antica risalente alle guerre mitologiche e manda Degel dell'acquario e Kardia dello scorpione ad Atlantide, il regno di Poseidone, per chiedere a quest'ultimo di prestar loro un artefatto di oricalco con cui muovere la nave.
Purtroppo anche l'esercito di Hades si è mosso per chiedere aiuto a Poseidone e Radamante della Viverna si scontra contro Cardia dello Scorpione. Intanto Unity, principe di blue grado, diventa dea dragon e attacca Degel dell'acquario. Alla fine, Pandora distrugge l'oricalco risvegliando in parte il potere di Poseidone. Per evitare inondazioni, Degel si sacrifica per ghiacciare le acque del mare e salvare Blue grado.
Intanto Tenma, resosi conto di non essere nemmeno lontanamente in grado di sfidare Ade (nonostante a volte si risvegli in lui lo spirito del primo Pegaso che ferì Ade millenni prima), e sentendo il peso delle morti dei Cavalieri d'Oro che hanno creduto in lui, segue il consiglio datogli da Degel e si reca sull'isola di Kanon; qui vive una creatura chiamata l'Orco che lo addestrerà con metodi crudeli e pericolosi; poi anche costui si unisce alla lotta col suo vero nome, Defteros dei Gemelli! Egli aveva lasciato il Santuario dopo la morte di suo fratello Aspros dei Gemelli, che aveva tentato di ribellarsi ed uccidere il gran sacerdote Sage; nel corso degli scontri Defteros si troverà a dover risolvere il suo passato nella forma di Aspros, resuscitato come spettro di Ade con un'armatura infernale dei gemelli.  
Intanto, i saint, con l'oricalco, ritrovano la nave mitologica con cui Atena ha superato diverse guerre sacre. L'armata di Aiocos di Garuda si oppone e Violate di behemoth si scontra contro Regulus del leone. Alla fine il leone trionfa. 
Eaco, per vendicare la morte della spectre, tenta con il suo vascello di distruggere quello di Atena. Si crea quindi lo scontro tra Sisifo e il comandante e alla fine il gold saint raggiunge l'ottavo senso e vince il combattimento. Qui, Leone minore, Idra, Lupo e Orsa maggiore si sacrificano per imprigionare l'oricalco nella nave e mettere in funzionale la nave mentre Hades annuncia la battaglia nel lista cancan e nei templi malefici.  
Intanto Defteros cura Dohko di libra e lo incarica di prendere il cloth di Atena. Dohko affronta Gordon, Queen e Shilfield, ma qui sopraggiunge Kagaho. A salvare il gold saint è lo stesso Defteros che teletrasporto Dohko e lui stesso sul Lost canvas.  
Defteros cade al quarto tempio e qui si scontra contro Aspros. Alla fine Defteros convince il fratello sulla via della giustizia, e muore poco dopo. Pharao intanto si mette a difesa del portone, ma viene battuto da Sisifo del sagittario. Sion, Regulus e Sisifo scagliano l'Atena exclamation, ma Sisifo muore.  
Caronte attacca il vascello di Atena decimando l’esercito e sigillando i poteri di Atena.  Al primo tempio, Tenma incontra Yoma di Mefistofele, che poco prima ha sconfitto Aspros che si era ribellato ad Ade. 
Yoma rivela la storia a Tenma di Pegasus, che lo spectre di Mefistofele è risorto quando Pegasus ha avuto vita. Spiega lui il rapimento dell'anima di Hades. Alla fine decide di far proseguire il gruppo. Nel frattempo Radamante ottiene il sangue divino di Ade e superando i limiti umani. Qui Regulus sfida Radamante. 
Di seguito scende in campo Yoma di Mefistofele che teletrasporta Tenma al tempio di Urano per sfidare Partita, intenzionata ad uccidere il figlio. Alla fine l’anima deicida di Pegaso si risveglia sconfiggendo la madre di Tenma.
Intanto Regulus e Radamante si scontrano e alla fine Regulus supera il limite umano e scaglia la Zodiac eclamation. Radamante sopravvive e Regulus ricorda il padre e diventa tutt'uno con la natura, per poi trapassare Radamante con il Lightning bolt. Regulus muore, mentre Radamante, prima di morire, distrugge il dipinto di Sasha dando i poteri divini alla ragazza e permettendogli di indossare il god cloth. 
Infatti Radamante e Pandora si sono ribellati ad Alone e cercano di portare le sorti della guerra in mano ad Atena. Ma la vera sorpresa arriverà più avanti; quando Aspros, sopravvissuto grazie alla breve vita donatagli da Defteros, riesce a mettere con le spalle al muro lo spettro Yoma di Mefistofele, questi rivela la sua trama: Yoma è il vero padre di Tenma, avuta da un cavaliere donna, Partita del Gufo; inoltre ha rubato l'anima di Ade alla nascita per inserirla e nasconderla nel corpo di Aron allo scopo di cambiare la storia! Dietro alle sue sembianze si cela nientemeno che Kairos, il gemello dimenticato del dio del tempo Cronos, re dei Titani e padre di Ade, Zeus e Poseidone! Kairos è capace di manipolare il tempo proprio come Cronos, ma è stato cancellato dal mito perché il fratello lo ha messo in ombra; per questo motivo ha manipolato le vite dei gemelli Aspros e Defteros; poi ha generato Tenma il deicida per far sì che compisse il destino di Ade 240 anni prima che lo faccia Seiya nel XX secolo! Aspros riuscirà a imprigionarlo poco prima che la sua vita affimera termini. Intanto, Tenma deve lottare contro la sua defunta madre Partita, un altro spettro, ma la vera intenzione della donna è spingerlo ad aumentare il suo cosmo tanto a svegliare l'armatura divina, così da poter battere Ade; per farlo sacrifica la sua vita senza rimpianti, sia come madre che come cavaliere di Atena.
Alla fine, quando quasi tutti i guerrieri in campo sono morti, nella casa di Urano Aron attacca Sasha e Tenma, ma qui Sion e Dohko uniscono le forze e i gold saint morti danno il loro contributo finale e uniscono le loto forze in un raggio di luce che libera Aron dallo spirito di Hades. ma la resa dei conti è solo rimandata;
lo spirito di Ade fugge su Plutone, invitando i suoi nemici a raggiungerlo; Sasha ordina ai cavalieri rimasti di tornare sulla Terra ed impegnarsi a costruire la pace, senza per forza farlo combattendo; prima di ordinare teletrasporto di gruppo, Atena investe Sion dell'incarico di Grande Sacerdote ed affida a Dokho la vigilanza sulle anime dei 108 spettri!
Sasha, Aron e Tenma si recano su Plutone per l'ultimo scontro; l'incorporeo Ade li attacca e i tre si difendono in una esplosione di luce; il risultato non viene mostrato, ma the Lost Canvas si distrugge, segnando la vittoria dei cavalieri. Sulla Terra, Yato si dispera perché non riesce più a sprigionare il cosmo; Yuzuriha ritiene che Atena abbia sigillato il cosmo ai pochi cavalieri di bronzo e d'argento rimasti, per dare loro un futuro pacifico; è possibile che anche Sasha, Aron e Tenma siano sopravvissuti.

Pandora pone lo scrigno che contiene gli spiriti di Hypnos e Thanatos dentro un castello (dove comincerà la Guerra Sacra successiva). Al Santuario, Sion prende il trono di Gran Sacerdote come da ordine e saluta Dokho, che tornerà nella sua terra natia, dove prenderà posizione fissa alla cascata del Picco dei Cinque Anziani; qui sorveglierà le anime degli spettri, sigillate in una torre a migliaia di chilometri da lì, e grazie al misopheta menos che Sasha ha usato su di lui, conserverà la sua forza per i prossimi 243 anni! Intanto passerà il tempo guardando le stelle e conversando con Tenma.
L'epilogo vede un Dokho ormai anziano sempre seduto davanti alla cascata parlare con Mur dell'Ariete, che lo informa del cambiamento inspiegabile avvenuto nel Grande Sacerdote Sion; Mur, suo allievo, stenta a credere che sia la stessa persona, e Dokho che lo conosce bene concorda; eppure un cosmo maligno aleggia sul Santuario da anni. Su ordine di Dokho, Mur ha manipolato gli eventi dietro le quinte per mandare i nuovi cavalieri di bronzo all'evento sportivo detto Guerra Galattica: Dokho cerca di attirare il nemico interno del Santuario allo scoperto, oltre a stabilire se Saori Kido sia l'attuale incarnazione di Atena; Mur gli chiede cosa lo fa credere che sia possibile e Doko gli rivela che il suo allievo (Shiryu del Drago) ha partecipato alla competizione; tramite lui ha saputo che l'attuale Pegaso (Seiya) è già al fianco di Saori!

### Extra
I 16 volumi extra della serie sono storie (in genere autoconclusive) che mostrano avventure dei cavalieri d'oro precedenti alla Guerra Sacra; fanno eccezione i due volumi dedicati a Sage e Hakurei (ambientati poco dopo che essi divennero cavalieri, due secoli prima), il volume su Dokho (una breve storia accaduta poco dopo il ritorno in Cina), quello su Hasgard (che compare in un lungo flashback, mentre nel presente il protagonista è il suo ex allievo Teneo, diventato nuovo cavaliere del Toro e incaricato da Sion di terminare una missione che Hasgard dovette lasciare incompiuta) e i due volumi dedicati ai gemelli Aspros e Defteros (che mostrano le gelosie e l'allontanamento graduale tra loro per le trame di Yoma di Mefistofele; la storia si conclude in un flashback della serie principale che mostra il tentativo fallito di uccidere il grande sacerdote Sage).

## Personaggi
La Teshirogi in un'occasione ha ammesso di essersi ispirata per il design delle armature a quello delle corazze apparse nella serie di Asgard.
 Nello sviluppo dei personaggi l'autrice ha ripreso il character design e la caratterizzazione di molti personaggi creati originariamente da Kurumada, come quelli delle costellazioni del Toro, del Cancro e dei Pesci, a cui ha risposto di non avere voluto fare nessun trattamento speciale, e di essersi ispirata per i nomi alle loro costellazioni e ai miti a essi legati.

## Sviluppo
Originariamente doveva essere "parallelo" a Next Dimension (come suggerito dal sottotitolo comune), ognuno dei due raccontando un diverso punto di vista della storia, ma dall'uscita del terzo capitolo di Next Dimension già erano presenti incongruenze con gli eventi di Lost Canvas. In un'intervista rilasciata al Cartoonist 2013 l'autrice ha dichiarato che molte analogie con Next Dimension sono dovute a un canovaccio realizzato dallo stesso Kurumada (comprendente scene chiave e caratterizzazioni di alcuni personaggi) a cui lei si è dovuta attenere per realizzare il manga di Lost Canvas, terminato il quale Kurumada le ha poi lasciato carta bianca su come continuare la storia.

## Manga
Il manga di Lost Canvas è stato pubblicato sulla rivista Weekly Shonen Champion dell'Akita Shoten dal 25 agosto 2006 fino al 7 aprile 2011 (l'ultimo volume è uscito il 6 maggio 2011) in 25 volumi tankōbon, per un totale di 223 capitoli più un epilogo di cinque pagine pubblicato nell'ultimo volume.
 A partire dal 29 settembre 2011 è cominciata una pubblicazione in edizione wideban (ossia un'edizione a volumi più corposi della precedente) sotto il marchio Akita Top Comics.
Una serie di capitoli speciali (dedicati ai Cavalieri d'Oro della serie e ai personaggi del Grande Sacerdote Sage e suo fratello Hakurei) dal titolo I Cavalieri dello zodiaco - The Lost Canvas - Il mito di Ade - Extra (聖闘士星矢 THE LOST CANVAS 冥王神話 外伝?, Saint Seiya: The Lost Canvas - Meiō Shinwa, Gaiden) è stata pubblicata a partire da giugno 2011 fino a marzo 2016, inizialmente anch'essa su Shonen Champion, per poi spostarsi (nel mese di giugno 2012) sul mensile Bessatsu Shônen Champion.
La serializzazione in tankobon è cominciata il 7 ottobre 2011 per poi concludersi a giugno 2016. Nel quindicesimo volume è stato inserito il capitolo speciale Yuzuriha Gaiden: Chizumi no mon (ユズリハ外伝 血墨の紋? lett. Storia Extra di Yuzuriha-Il legame di sangue), dedicato al personaggio omonimo e pubblicato per la prima volta sulla rivista shōjo Princess Gold nell'ottobre 2009.
A partire dal 2014 fino al 2021, Teshirogi ha pubblicato occasionalmente nuovi capitoli brevi in occasioni di ricorrenze legate al franchinsing sul mensile Champion Red. Questi brevi capitolo sono poi stati in parte raccolti in un volume denominato I Cavalieri dello Zodiaco – The Lost Canvas: Il Mito di Ade – Extra Story (聖闘士星矢 THE LOST CANVAS 冥王神話 番外編?, Seinto Seiya Za Rosuto Kyanbasu - Meiō Shinwa Bangai-hen) uscito in Giappone nel giugno 2021.

## Serie animata
Il 24 giugno 2009 è cominciata la pubblicazione in DVD e Blu-ray della serie animata di Lost Canvas a cadenza bimestrale; i DVD e Blu-ray della serie contengono due episodi ciascuno. L'anime è prodotto dalla TMS Entertainment, disegnato da Yuko Hisawa e diretto da Osamu Nabeshima.
La prima stagione, il cui trailer ufficiale è stato presentato a Tokyo a marzo 2009 durante il Tokyo Anime Fair, conta tredici episodi ed è stata messa in commercio per un totale di sei uscite bimestrali da giugno del 2009 ad aprile del 2010. La seconda viene annunciata sul numero 17 del 2010 della rivista Shonen Champion dell'Akita Shoten (la stessa dove venivano pubblicati settimanalmente i capitoli del manga) e durante il Tokyo Anime Fair dello stesso anno sono stati svelati nello stand adibito per la serie i bozzetti preparatori della nuova stagione, dal quale emerge l'introduzione anticipata in animazione dello Yuzuriha Gaiden pubblicato nel mese di ottobre 2009 sulla rivista Princess Gold sempre dell'Akita Shoten, e nei mesi seguenti vengono rivelati diversi settei o fotogrammi dei vari episodi per poi essere distribuita in sei uscite mensili da febbraio a luglio del 2011.
La serie è stata, o sarà, oggetto di passaggi cinematografici in Giappone, Messico e Italia.

## Traduzione e adattamento
L'edizione italiana del manga è stata pubblicata dalla Planet Manga sulla collana Manga Legend da gennaio del 2008 ad aprile del 2012, tradotta da Giacomo Calorio e curata da Gianluca Bevere.
Nell'edizione italiana i nomi delle costellazioni e dei simboli degli Specter sono tradotti in italiano, quelli dei personaggi derivanti dalla mitologia greca (come le divinità o i tre giudici degli inferi) sono stati italianizzati, mentre il nome Alone è stato traslitterato in Aron.

Come in Episode G, anche qui si è scelto di ribattezzare i cloth "armature", e i Saint "Cavalieri", (già usati nell'adattamento anime italiano della serie classica e di Hades e nell'edizione Granata Press manga classico) e di tradurre i nomi dei colpi pronunciati in giapponese, mentre di lasciare inalterati quelli in altre lingue.
Per quanto riguarda l'esercito di Ade la parola Specter è stata letteralmente tradotta in Spettro, mentre le Surplici sono state ribattezzate Armature infernali. I nomi delle stelle malefiche, infine, sono stati tradotte all'inverso rispetto alle edizioni italiane del manga classico e dell'adattamento italiano dell'anime di Hades: se prima la stella Tenki Sei era tradotta come Stella del Cielo Nobile, la Panini ha scelto di adattarla come Stella della nobiltà celeste.

### Errori del traduttore
- A causa della traduzione errata dell'ideogramma solitudine (孤) per la sua somiglianza con l'ideogramma volpe (狐) il nome della stella di Violate è stato inizialmente tradotto con Stella della Volpe Celeste, anziché della Solitudine Celeste, ma poi nel volume 27 tale errore è stato corretto.
- Nella traduzione italiana del manga[16] viene erroneamente dato a intendere che la malattia di Cardia derivi dalla tecnica da lui forgiata, mentre in realtà il guerriero creò lo Scarlet Needle Katakayo proprio per tenere sotto controllo la patologia che lo affliggeva dalla nascita.
- Nell'adattamento italiano del volume 27, la costellazione del Leone Minore viene chiamata Leoncino.
- La stella di Rune di Balrog nel manga classico veniva chiamata Stella del Cielo Eccellente, mentre in Lost Canvas viene chiamata "Stella dell'Eroismo Celeste", diventando tra l'altro identica alla stella dello Spettro Eaco.
- Nel volume 39 la tecnica usata da Sion viene tradotta come "Onda infernale del Tsei She Ke" (in originale Seikishiki Meikaiha), tecnica del Cavaliere del Cancro, mentre nella versione originale usa l'"Onda degli spiriti rinati dello Tsei She Ke" (Sekishiki Tenryoha)
- Nel volume 40 la scheda tecnica dell'armatura di Altare, appartenente ai cavalieri di Atena, riporta erroneamente la dicitura "Schema di scomposizione e montaggio dell'armatura infernale IV".
- Nel volume 43 il simbolo di Partita (espresso in originale con l'inglese owl) è stato tradotto con "gufo", mentre la traduzione più corretta sarebbe stata "civetta", animale sacro ad Atena di cui Partita è la messaggera (nella lingua inglese, diversamente dall'italiano, non c'è un termine che identifichi nello specifico la civetta come specie).

## Merchandising
Alla fine di maggio del 2010 è uscito il CD Drama della serie, contenente la storia di Albafica dei Pesci dal titolo Albafica Gaiden Aku- Kizuna (アルバフィカ外伝～赤い絆～?). Per ricevere il Cd occorreva inviare le prove di acquisto dei sei DVD (la storia è stata poi trasportata in manga, nel primo volume della serie extra).
 Un Cd musicale di character song (cioè di canzoni cantate dai doppiatori dei singoli personaggi) e uscito il 10 agosto 2011 in occasione dell'inizio della pubblicazione su rivista di The Lost Canvas - Extra.
Di due personaggi della serie (Tenma di Pegaso e Kagaho di Bennu) è stata realizzato un modellino per la serie Myth Cloth. Altri prodotti messi in commercio in Giappone comprendono due puzzle, uno specchio tascabile, dei bicchieri, dei sottobicchieri e un mini asciugamano.
L'Akita Shoten ha poi pubblicato un artbook della serie dal titolo Saint Seiya: The Lost Canvas – The Myth of Hades Illustrations (聖闘士星 THE LOST CANVAS 冥王神話画集?, Seinto Seiya Za Rosuto Kyanbasu - Meiō Shinwa Gashū), uscito il 18 marzo 2016.
In occasione del quarto anniversario del gioco mobile Saint Seiya Cosmo Fantasy/ Zodiac Brave di Namco Bandai/Sega, dal 9 aprile al 27 giugno 2020, sono stati introdotti personaggi tratti dalla produzione animata di TMS Entertainment  Archiviato il 20 giugno 2020 in Internet Archive.. Al 27 giugno i personaggi introdotti sono 9: 001 New Pegasus Tenma, 002 Cancer Manigoldo, 003 Libra Dohko (LC), 004 Hades Alone, 005 Pope Sage, 006 Thanatos God of Death (LC), 007 Athena Sasha, 008 The Dark Lord Hades (LC), 009 Pegasus God Cloth Tenma. La collaborazione è stata resa possibile grazie all'iniziativa di Masami Kurumada in persona 

## Accoglienza
Al lancio della serie animata i primi dodici tankobon hanno superato il milione e duecento mila copie.
Per il lancio del secondo volume stagione 1 della trasposizione animata un comunicato stampa rilasciato dalla casa di produzione dell'anime annuncia che i primi quindici tankobon han superato il 1 800 000 copie.
Per il lancio del terzo volume stagione 1 della trasposizione animata un comunicato stampa rilasciato dalla casa di produzione dell'anime annuncia che i primi 16 tankobon han superato i 2 milioni di copie.
In accordo con il booklet, uscito in allegato al quinto volume extra, la serie Lost Canvas in Giappone è arrivata in totale a 6 700 000 copie di volumetti venduti.
In base all'azienda di statistica Oricon i volumi che hanno venduto di più sono il 13 (entrato in Top 30 al 23º posto) con 25.238 copie, il 14 (sempre 23°) con 26.742 copie vendute e il numero 18 (ancora al 23º posto), con una vendita di 29.436 copie.
Della serie di volumi extra il secondo volume, dedicato a Cardia, si è piazzato al 30º posto nella classifica settimanale Top 30 con 21.736 albi venduti.. L'ottavo volume extra dedicato ad Asmita si è piazzato al 44º posto con 24.700 albi venduti.
Il nono volume extra dedicato a Rasgato si è piazzato al 48º posto con 19.000 albi venduti. Il decimo volume extra dedicato a Sisifo si è piazzato al 47º posto con 22.000 albi venduti. L'undicesimo volume extra dedicato a Defteros si è piazzato al 44º posto con 29 616 copie vendute. Sempre secondo le rilevazioni Oricon, il tredicesimo volume extra dedicato a Shion si è piazzato al 21º posto con 30 559 copie risultando il tomo più venduto del brand.